# 나바라주
나바라 광역자치주(스페인어: Navarra, 바스크어: Nafarroa)은 스페인의 광역자치주이며, 바스크의 일부이다. 공식적으로는 코무니다드 포랄 데 나바라(Comunidad Foral de Navarra)라고 불린다.

## 역사
로마 제국 기간 동안에 바스크인이 살았으며 로마 초기의 부족이 피레네 비탈면의 남부 지방에 거주하였다. 바스크 어와 전통은 이들 로마 초기 사람들에 의해 출발하였다고 볼 수 있다. 아랍인들과 서고트족에 의해 정복당해 오랜 동안의 영향을 받았다. 778년 프랑크 왕국의 군대가 바스크군에 패배하면서 이 사태는 종결을 맞게 된다. 824년 이니고 아리스타가 팜플로나 국왕으로 초대되면서 나바라 왕국이 설립되었다. 산초 3세까지 왕국이 이어졌다. 현재의 나바라주 뿐만 아니라, 바스크, 라리오하주, 칸타브리아주, 카스티야이레온주, 아라곤주 일부까지 그 영역이 방대하였다. 그러나 후대에 와서 분열에 이르게 되고 다시는 그 회복을 이루지 못하게 된다. 나바라 군대는 1212년 기독교 연합군과 함께 이슬람 대항 전쟁을 벌인다. 이후 이슬람의 세력은 줄어들었으며 나바라의 경우에도 별다른 진전 없이 1513년 스페인 왕국에, 일부 지역은 프랑스에 복속되었다.

## 행정
이베리아반도의 북동쪽에 위치하며 나바라는 북쪽으로 프랑스, 동쪽으로 아라곤, 남쪽으로는 라리오하, 서쪽으로는 바스크 지방과 접한다. 자치 정부로서 국회와 각 부처가 존재한다. 사회, 보건, 교육, 환경, 도시개발 등 모든 분야의 분과가 각기 존재하고 있다. 다른 일부 지방에서는 세금을 직접 걷지 않지만 나바라 지방에서는 세금을 직접 걷으며 이는 스페인 중앙정부의 지침을 상당부분 따른다.
272개의 소단위로 나뉘며 2006년 기준 601,874명의 인구가 있다. 전체의 3분의 1 인구가 팜플로나에서 살며 절반이 팜플로나 인근의 도시 지역에 살고 있다. 또 다른 지방정부라는 것은 굳이 없다고 해도 무리가 아니다. 뒤를 이어 투델라(32,802); 바라냐인(22,401); 버르라다 (18,388); 에스타야 리사라 (13,892) 등의 소도시가 있다.

## 기후
피레네산맥과 에브로강이 어우러져 소기후가 분포한다. 북쪽은 상당히 습하고 강수가 잦지만 남쪽은 지중해성 기후가 나타나 온도가 높고 강수가 덜한 편이다. 칸타브리아 계곡 지대가 북쪽에 나타나며 반건조 지대로서 스텝 기후가 나타나기도 한다.
| Pamplona의 기후          | Pamplona의 기후 | Pamplona의 기후 | Pamplona의 기후 | Pamplona의 기후 | Pamplona의 기후 | Pamplona의 기후 | Pamplona의 기후 | Pamplona의 기후 | Pamplona의 기후 | Pamplona의 기후 | Pamplona의 기후 | Pamplona의 기후 | Pamplona의 기후 |
| 월                       | 1월             | 2월             | 3월             | 4월             | 5월             | 6월             | 7월             | 8월             | 9월             | 10월            | 11월            | 12월            | 연간            |
| ------------------------ | --------------- | --------------- | --------------- | --------------- | --------------- | --------------- | --------------- | --------------- | --------------- | --------------- | --------------- | --------------- | --------------- |
| 역대 최고 기온 °C (°F)   | 19.5 (67.1)     | 23.6 (74.5)     | 30 (86)         | 29.6 (85.3)     | 33.5 (92.3)     | 38.5 (101.3)    | 40.2 (104.4)    | 40.6 (105.1)    | 38.8 (101.8)    | 30 (86)         | 27 (81)         | 20 (68)         | 40.6 (105.1)    |
| 일평균 최고 기온 °C (°F) | 9.1 (48.4)      | 10.9 (51.6)     | 14.6 (58.3)     | 16.4 (61.5)     | 20.2 (68.4)     | 25.2 (77.4)     | 28.2 (82.8)     | 28.3 (82.9)     | 24.5 (76.1)     | 19.3 (66.7)     | 13.1 (55.6)     | 9.7 (49.5)      | 18.4 (65.1)     |
| 일일 평균 기온 °C (°F)   | 5.2 (41.4)      | 6.3 (43.3)      | 9.1 (48.4)      | 10.9 (51.6)     | 14.7 (58.5)     | 18.6 (65.5)     | 21.2 (70.2)     | 21.4 (70.5)     | 18.2 (64.8)     | 14.1 (57.4)     | 9.0 (48.2)      | 6.0 (42.8)      | 12.9 (55.2)     |
| 일평균 최저 기온 °C (°F) | 1.4 (34.5)      | 1.6 (34.9)      | 3.7 (38.7)      | 5.3 (41.5)      | 8.6 (47.5)      | 11.9 (53.4)     | 14.2 (57.6)     | 14.5 (58.1)     | 12.0 (53.6)     | 8.9 (48.0)      | 4.8 (40.6)      | 2.2 (36.0)      | 7.4 (45.3)      |
| 역대 최저 기온 °C (°F)   | −12.4 (9.7)     | −15.2 (4.6)     | −9 (16)         | −2.2 (28.0)     | −0.2 (31.6)     | 3.8 (38.8)      | 7 (45)          | 4.8 (40.6)      | 3.4 (38.1)      | −1 (30)         | −6.6 (20.1)     | −14.2 (6.4)     | −15.2 (4.6)     |
| 평균 강수량 mm (인치)    | 57 (2.2)        | 50 (2.0)        | 54 (2.1)        | 74 (2.9)        | 60 (2.4)        | 46 (1.8)        | 33 (1.3)        | 38 (1.5)        | 44 (1.7)        | 68 (2.7)        | 75 (3.0)        | 72 (2.8)        | 674 (26.5)      |
| 평균 상대 습도 (%)       | 78              | 72              | 66              | 65              | 63              | 59              | 57              | 58              | 62              | 69              | 76              | 78              | 67              |
| 평균 월간 일조시간       | 93              | 125             | 177             | 185             | 228             | 268             | 310             | 282             | 219             | 164             | 108             | 88              | 2,240           |
| 출처 1:                  |                 |                 |                 |                 |                 |                 |                 |                 |                 |                 |                 |                 |                 |
| 출처 2:                  |                 |                 |                 |                 |                 |                 |                 |                 |                 |                 |                 |                 |                 |

## 인구
| 연도        | 인구    | ±%     |
| ----------- | ------- | ------ |
| 1900        | 310,535 | —      |
| 1910        | 323,503 | +4.2%  |
| 1920        | 339,220 | +4.9%  |
| 1930        | 352,108 | +3.8%  |
| 1940        | 365,014 | +3.7%  |
| 1950        | 383,354 | +5.0%  |
| 1960        | 406,838 | +6.1%  |
| 1970        | 466,593 | +14.7% |
| 1981        | 509,002 | +9.1%  |
| 1991        | 519,277 | +2.0%  |
| 2001        | 555,829 | +7.0%  |
| 2011        | 640,129 | +15.2% |
| 2017        | 640,502 | +0.1%  |
| Source: INE |         |        |

## 문화 유산
나바라는 전통 지중해 문화권의 영향을 고이 간직하고 있다. 에브로 계곡을 거쳐 밀과 포도주, 채소, 올리브 나무가 들어온 곳이기도 하며 로마 제국의 일부로서 중세시대에는 투델라 왕국의 중심지가 되어 그 유적이 산재하고 있다. 팜플로나에는 피레네 산맥의 환경 영향을 받은 특이한 고적도 나타난다.

## 에너지 정책
나바라 지방은 유럽을 통틀어 에너지 기술을 선도하는 지역으로 100% 에너지 기술 사용을 목표로 하고 있다. 2004년까지 61%의 에너지 사용이 대체 에너지로 이뤄졌으며 소규모의 물 터빈 100여 개를 통하여 발전을 하고 바이오매스 발전소와 바이오가스 처리시설도 갖추고 있다. 스페인에서 가장 큰 바이오매스 발전소가 있으며 광발전소도 이뤄지고 있다.

## 같이 보기
- 팜플로나